# Глуховка (Можайский район)
Глуховка — деревня в Можайском районе Московской области в составе Юрловского сельского поселения. Численность постоянного населения по Всероссийской переписи 2010 года — 11 человек. До 2006 года Алискино входило в состав Губинского сельского округа.
Деревня расположена в южной части района, на левом берегу реки Протва, примерно в 23 км к юго-западу от Можайска, высота центра над уровнем моря 202 м. Ближайшие населённые пункты — Бородавкино, Шибинка и Купрово.